# Рэй, Линк
Линк Рэй (англ. Link Wray, полное имя: Фред Линкольн Рэй младший, англ. Fred Lincoln Wray Jr; 2 мая 1929, Данн, Северная Каролина, США — 5 ноября 2005, Копенгаген, Дания) — влиятельный американский гитарист и композитор, записывавший в основном инструментальные рок-н-ролльные композиции, в том числе с группой Link Wray and his Ray Men. Его творчество оказало огромное влияние на развитие гаражного рока, сёрфа, хард-рока и гитарной музыки вообще.
Наиболее влиятельная композиция Линка Рея — выпущенная в 1958 году «Rumble». В этом инструментальном треке впервые в рок-музыке были применены так называемый «power chord» и эффект фузза на электрогитаре. Благодаря своему тяжёлому для того времени саунду «Rumble» также иногда называют первой песней гаражного рока. Открытие Линком Реем дисторшн-эффектов овердрайва и фузза, гитарного фидбэка, а также замена джазовых аккордов на «power chord» и стало его главным вкладом в развитие гитарного рока.
Огромное количество рок-музыкантов признавалось во влиянии, оказанном на них Линком Реем. Нил Янг говорил: «Если бы я мог вернуться назад во времени и попасть на какой-то один концерт, это были бы Link Wray and his Raymen». Пит Таунсенд (The Who) сказал: «Если бы не было Линка Рея и его „Rumble“, я бы никогда не взял в руки гитару». Практически все ведущие рок-музыканты 60-х, а также многие представители панк-рока и сайкобилли испытали влияние творчества Линка Рея. Джимми Пейдж в фильме «Приготовьтесь, будет громко» вспоминает: «Знаете, я слушал любые записи с гитарой, когда был ребёнком… Гитара звучала, и все эти различные подходы и эхо… Но когда я впервые услышал „Рамбл“, это было настолько глубокое! Действительно глубоко!»

## Биография

### Ранние годы
Линк Рей родился 2 мая 1929 года в семье Фредерика «Фреда» Линкольна Рея (англ. Frederick («Fred») Lincoln Wray) и Лилли М. Норрис (англ. Lillie M. Norris). Линк Рей рассказывал: «Я был в руках у Сатаны уже с момента рождения. Моя мать была инвалидом, и повивальная бабка говорила ей: „Чтобы сохранить твою жизнь, мы должны убить младенца“… В конце концов они взяли металлические щипцы, чтобы вытащить меня из неё, и у меня остались шрамы с обеих сторон головы».
По национальности Линк — на три четверти индеец племени шауни (англ. shawnee). Его мать никогда не ходила в церковь, но участвовала в особых христианских обрядах, восходящих к индейским традициям; от неё он и унаследовал эту своеобразную религиозность. Линк с самого детства был знаком с блюзами и госпелами, однако впервые услышал звук слайд-гитары в возрасте восьми лет от работника странствующего карнавала — негра по имени Хэмбон (англ. Hambone), который помог настроить новую гитару брату Линка Рэю и произвёл огромное впечатление на всю семью своим исполнением блюза. В 1943 году семья Линка переезжает в Норфолк, Виргиния, где Фредерик Рей устраивается работать на судостроительную верфь. В возрасте 14 лет Линк с братом Рэем впервые пытается собрать группу для исполнения традиционного джаза. В это время огромное впечатление на Линка Рея произвела гитарная манера Чета Эткинса. В возрасте 15 лет за двенадцать долларов Линк Рей провёл целую ночь, обучаясь игре на гитаре у кантри-энд-вестерн музыканта Текса Риттера. В 1945—1947 годах Линк играл свинг с Шериффом Тексом Девисом (англ. Sheriff Tex Davis).
Когда Линка Рея призвали на службу в армию, он попал на Корейскую войну. Там Линк Рей заболел туберкулёзом, в результате чего лишился лёгкого.
В 1956 году семья Линка Рея переезжает в Вашингтон, а оттуда — в Accokeek, Maryland.

### Начало карьеры
После возвращения из армии Линк со своими братьями Дагом и Верноном формирует свою первую группу — Lucky Wray and the Lazy Pine Wranglers. Прозвище «Lucky», «счастливчик» принадлежало старшему из братьев Реев Вернону по причине его удачливости в азартных играх; в то время Вернон играл в группе на ударных и пел. Позже они меняют название на Lucky Wray and the Palomino Ranch Hands. После переезда в Вашингтон к группе присоединяется басист Шорти Нортон; одно время с ними также играл Дикси Нил. Они играли кантри и свинг, но Линк Рей утверждал, что значительное влияние на них оказали блюзовые исполнители Лидбелли и Элмор Джеймс. Вернон взял псевдоним Рей Вернон (англ. Ray Vernon). Группа сотрудничала с местными композиторами и в 1956 г. приняла участие в ежедневном телешоу Milt Grant’s House Party.
В 1956 году Lucky Wray and the Palomino Ranch Hands делают свои первые записи на Starday Records. Примерно в то же время местный лейбл Kay издал эти и новые записи как EP.
Постепенно стиль группы меняется. Белый музыкант, исполнявший рок-н-ролл, в то время мог достичь успеха либо с поп-ориентированным, либо с кантри-ориентированным звучанием. Линк Рей же пытался исполнять «чёрный» блюз жёстко и агрессивно, идя совсем по другому пути привлечения к подобной музыке массового слушателя. Тем не менее, влияние «белого» рок-н-ролла — рокабилли на музыку Lucky Wray and the Palomino Ranch Hands было велико. Также на формирование стиля Линка повлиял рок-н-ролльный гитарист Дуэн Эдди (англ. Duane Eddy). Тогда же из-за потери лёгкого врачи запрещают Линку Рею петь; вокальные партии становятся полностью обязанностью Вернона, а Линк всё больше сосредотачивается на работе с гитарой.

### Конец 1950-х — 1960-е

#### Rumble. 1958 г.
В 1958 году после провала карьеры поп-певца из группы уходит Вернон; группа превращается в трио без вокалиста и меняет название на Link Wray and his Ray Men. Вернон становится менеджером Ray Men, которые уже выступают на разогреве у многих именитых артистов, включая Фэтса Домино, Рики Нельсона и The Diamonds. На концерте в Фредериксберге (Виргиния) перед The Diamonds и была впервые исполнена ставшая легендарной композиция «Rumble». Эта инструментальная композиция на основе 12-тактового блюза была результатом долгой работы: Линк Рей говорил, что идея появилась у него вскоре после возвращения из армии, в 1956 г.; в окончательном варианте песня родилась из очень сырой попытки сыграть песню стиля «stroll» (подобные композиции в немалом количестве исполняли те же The Diamonds). Существовало несколько ранних версий «Rumble» (первая из которых называлась «Oddball», а другая под названием «Ramble» позже была выпущена на компиляции «Rumble! The Best Of Link Wray»). На первом же концерте «Rumble» произвела фурор и по требованию публики была сыграна ещё четыре раза.
В организации выступлений группы участвовал диск-жокей Милт Грант (англ. Milt Grant), который фактически и исполнял обязанности менеджера Ray Men. Он отослал запись «Rumble» продюсеру Арчи Блейеру с Cadence Records. Тот пригласил Линка Рея для сессий записи, о чём вскоре пожалел — ведь Линк, чтобы добиться перегруженного и «живого» звука, делал дыры в колонках и усилителях (позже этот эффект использовали самые тяжёлые исполнители начала 60-х — The Kinks и The Sonics), а также ставил микрофон прямо рядом с колонками (Линку казалось, что в противном случае звук получается «слишком чистым»). Помимо крайнего неприятия, которое у Блейера вызвало такое обращение с аппаратурой, продюсер решил, что бас фальшивит, и отклонил запись. Однако запись необычайно понравилась его дочери, и она способствовала выпуску её как сингла 31 марта 1958 года. Она же предложила назвать окончательный вариант «Rumble». Этот вариант названия содержал намёк на мюзикл «Вестсайдская история» и на сленге значил «бандитская перестрелка» (в противоположность «ramble» — «прогулка»; именно со сценами перестрелок из «Вестайдской истории» у дочери Арчи Блейера возникали ассоциации при прослушивании «Rumble»).
Действительно, звучание «Rumble» для того времени было необычайно жёстким. Пит Таунсенд говорил: «Я помню, что в первый раз было довольно тяжело её слушать. Именно она привела к возникновению бешеного гаражного саунда». Наряду со зловещим, мрачным звучанием гитары, где сочетались гитарный «перегруз» и эффект вибрато, «опасное» название привело к тому, что «Rumble» была запрещена к проигрыванию на нескольких радиостанциях (из опасений, что она приведёт к повышению подростковой преступности) — первый и один из немногих случаев в рок-музыке, когда подобный запрет касался инструментальной композиции. Даже когда группа выступала в крупном шоу, ведущий Дик Кларк не решился произнести название композиции вслух. Однако запреты только подогревали интерес публики, и песня стала хитом как в США (заняв 16 место в национальных чартах), так и в Великобритании.
Считается, что вклад Линка Рея в развитие гитарного рок-саунда был бы огромен, даже если бы он не записал ни единой композиции после «Rumble». Именно здесь впервые был применён «power chord», на котором в рок-музыке, как правило, строятся риффы. Применение здесь необычайно мрачного и тяжёлого для того времени звука, по сути, стало отправной точкой для развития классического рока как такового (ведь первая композиция классического рока, «You Really Got Me» The Kinks, стала таковой именно благодаря новаторскому применению риффа, построенному на «power chord»). Ну а поскольку в «Rumble» были заложены основы тяжёлого гитарного звука, и хэви-метал, и панк-рок напрямую происходят от этого сингла. Также очевидно, что звучание «Rumble» повлияло на становление сёрф-музыки (наряду с Диком Дейлом Линка Рея можно считать создателем этого жанра). «Rumble», по некоторым версиям, считается первой песней в стиле гаражного рока — её жёсткий саунд, несомненно, оказал влияние на гараж 1960-х. Ранние (1964-1966 гг.) The Who также испытали огромное влияние Линка Рея, в чём признавался лидер группы Пит Таунсенд; действительно, агрессивный гитарный звук и стиль гитарных соло этой влиятельной группы британского вторжения очень напоминает «Rumble» и другие ранние рок-н-ролльные инструменталы Линка Рея. Помимо Пита Таунсенда, в значительном влиянии на них «Rumble» и Линка Рея признавались почти все ведущие рок-музыканты 1960-х — Пол Маккартни, Джимми Пейдж, Джефф Бек, Джимми Хендрикс, Марк Болан, Нил Янг, Боб Дилан. Продюсер Ричард Готтерер сказал: «Это была решающая запись, она изменила множество последующей гитарной музыки, выпущенной после неё».
На концертах Линк Рей исполнял свои первые композиции в ещё более тяжёлом варианте, активно используя всевозможные гитарные эффекты, фузз и фидбэк. Сценический образ Линка Рея — чёрная кожаная куртка, тёмные очки — предвосхитил агрессивный имидж The Rolling Stones и других групп 60-х.

#### 1959—1965 гг. Классические синглы
Продюсер «Rumble» Арчи Блейер был далеко не в восторге от жёсткого звука Link Wray and his Ray Men и тем более от обвинений в разжигании подростковой преступности. С целью «улучшить» их звук он хотел поручить их команде, записывавшей Everly Brothers. Однако мягкий поп-рок саунд не устраивал Линка Рея, и он перешёл на Epic Records. Когда в конце 1960 г. контракт с Epic закончился, Линк и Вернон основали собственный лейбл Rumble Records, на котором выпускают лишь один сингл «Jack The Ripper» / «The Stranger». В дальнейшем был заключён контракт с независимым лейблом Swan Records; подписание этого контракта совпадает с пиком популярности Линка Рея, на волне которой президент лейбла Берни Бинник (англ. Bernie Binnick) даёт музыканту полную творческую свободу. Продюсировал записи на Swan Records Вернон.
Вторым синглом Линка Рея стал «Dixie Doodle» / «Rawhide». «Dixie Doodle» была концертным попурри из песен «Dixie» и «Yankee Doodle Dandy»; «Rawhide» была собственной композицией Линка Рея, в которой сочетались прото-сёрфовая гитара и бит в стиле тяжёлого блюза Джорджа Торгуда. В многом благодаря «Rawhide» сингл занял 23 место в чарте, став вторым и последним синглом Линка Рея, попавшим в Топ-40. Вслед за ним в 1959-1965 гг. Link Wray and his Raymen выпускают ряд по-прежнему интересных и тяжёлых синглов, которые в большинстве своём стали классикой инструментального рока. Несмотря на следование, по большей части, традиционным аккордным схемам, записи звучали изобретательно и разнообразно. Лишь немногие из них оказались неудачными: например, «Trail Of The Lonesome Pine» и «Clair-De-Lune» (последняя даже была аранжирована при участии оркестра), о которых сам Рей позже вспоминал с отвращением.
Первой выпущенной Линком Реем вокальной композицией (и, по причине болезни, одной из немногих в его раннем творчестве) стала «Ain’t That Lovin' You Babe» — кавер-версия блюза Джимми Рида. Линк Рей продемонстрировал сильный вокал, напоминающий ритм-энд-блюзового исполнителя Кларенса «Фрогмэна» Генри; в песне слышно тяжёлое дыхание певца, вызванное потерянным лёгким.
Также популярными стали синглы того же времени «Ace Of Spades» и особенно «Jack The Ripper» — главный, после «Rumble», шлягер Линка, который был навеян популярным в то время в Балтиморе танцем «грязное буги» (англ. dirty boogie). В отличие от «Rumble», напоминавшей уличную драку, саунд «Jack The Ripper» вызывал ассоциации с автомобильной гонкой. Звук гитарного усилителя Линка был записан в конце длинной гостиничной лестницы, чтобы добиться максимального эффекта эха. В 1963 г. сингл «The Black Widow» / «Jack The Ripper» достиг 64 места в чартах. Также вышедший в 1963 г. сингл «Run Chicken Run» отличался оригинальной гитарной партией, имитирующей цыплячье кудахтанье. «Big City After Dark» стал одним из лучших блюзов Линка Рея благодаря «кричащей», тяжёлой и рваной гитарной партии.
На концертах Линк Рей исполняет много рок-н-ролльной и ритм-энд-блюзовой классики. К сожалению, сохранившиеся записи почти не охватывают этот аспект творчества гитариста, о котором Эд Кинер говорил: «Сложно даже представить себе соул 60-х, сыгранный в манере Линка Рея. Это неописуемо».
В 1960 году выходит первый лонгплей Линка Рея — «Link Wray And The Wraymen», материал которого составили ранние синглы и некоторый новый материал. Затем выходят следующие пластинки: «Great Guitar Hits» (1962), «Jack The Ripper» (1963), «Sings And Plays Guitar» (1964). В 1963 году вышел сборник первых записей Линка Рея, включая «Rumble» — «Early Recordings» (в 2006 г. он был переиздан Ace Records). Во второй половине 60-х выходит только один релиз — «Yesterday And Today» (1969), состоявший наполовину из старых хитов, наполовину — из нового материала.

### 1970-е — 2000-е
Начиная с 1965 года, популярность Линка Рея у массовой аудитории стала убывать. В дальнейшем его карьера состояла лишь из периодических всплесков более или менее широкой популярности (в основном в Европе), однако для андерграунда Линк всегда оставался уникальной, культовой фигурой.
В начале 1970-х Линк Рей со своим братом Верноном переезжает в Аризону (в конце десятилетия они переедут в Сан-Франциско). В 1971 году происходит возвращение гитариста к активной творческой деятельности. На лейбле Polydor он выпускает рутс-роковый альбом «Link Wray», на котором активно используются элементы кантри, ритм-энд-блюза, фолк-рока; Линк приспосабливает свой саунд к достижениям рок-музыки конца 1960-х. В аранжировках активно применялись пианино и мандолина, а звучание гитары вместо тяжёлого, прифуззованного стало мягким (были использованы акустическая гитара, слайд-гитара). На этом альбоме Линк Рей много поёт, причём тексты многих песен говорят о его трудном детстве бедного индейского мальчика. Но попытка столь резкой смены стилистики не увенчалась успехом, и альбом занял в рейтинге Billboard только 116 место.
Влияние кантри и кантри-рока заметно и в следующем лонгплее — «Be What You Want To» (1972), в записи которого принял участие гитарист Grateful Dead Джерри Гарсия. Альбом 1973 года «Beans and Fatback» был ближе к ранним работам Линка Рея, более тяжёлым и рок-н-ролльным. Звучание гитары на «Beans and Fatback» вновь стало напоминать ранние синглы Линка. В начале 70-х Рей отправляется в тур с рокабилли-музыкантом Робертом Гордоном. Выходят новые пластинки «The Link Wray Rumble» (1974) и «Stuck in Gear» (1976).
В 1979 году выходит альбом «Bullshot», на котором заметно влияние Боба Дилана и исполнена кавер-версия его песни «It’s All Over Now, Baby Blue». Однако, и здесь оставались жёсткие гитарные номера, звучавшие почти как настоящий хард-рок (например, «Switchblade» и новые версии «Rawhide» и «The Swag»).
В 1980 году Линк Рей женится на датской студентке Оливии, которая изучала культуру коренных американцев и была моложе его на 25 лет, и переезжает в Данию, где и начинают выходить его записи. В 1980—2000-х гг. было издано немалое количество как переизданий классического материала, так и новых песен. Материал новых альбомов был крайне неровным: на некоторых записях вместо настоящих ударных даже использовалась примитивная драм-машина. Мастерство и рок-н-ролльная ярость Линка ярче проявлялись в концертах того времени (концертный материал также издавался, в частности, в 1995 году вышел концертный альбом на основе американского тура 1987 года «Born To Be Wild: Live In The U.S.A.»). Лучшей из компиляций Линка Рея считается «Rumble! The Best of Link Wray» (1993), в которую вошло 20 записей с разных лейблов, включая один живой трек — безумную и хаотичную версию «Jack The Ripper». Более полный сборник лучших вещей, «Mr. Guitar», вышел в 1995 г. и включал 63 трека. Однако начали выходить и более полные антологии, посвящённые всем периодам раннего творчества Линка Рея. На основе следующих компиляций можно составить детальное представление о раннем творчестве Link Wray and his Ray Men:
- «Growling Guitar» (1987) — записи с лейбла Swan Records
- «Slinky! The Epic Sessions 1958—1969» (1995) — сессии на лейбле Epic
- «White Lighting: Lost Cadence Sessions '58» (2006) — сессии на лейбле Cadence

Начало активного переиздания классических записей гитариста в 1990-х связано и с гранжевым бумом начала 1990-х, поскольку многие альтернативные музыканты говорили о влиянии Линка Рея на них.
В 1985 году Линк Рей принял участие в церемонии канала MTV «Guitar Greats», где был награждён вместе с Дэвидом Гилмором, Стивом Кроппером, Брайаном Сетзером и Дэйвом Эдмундсом.
Последним изданием нового материала стал диск 2000 года «Barbed Wire», куда вошли материалы сессий, проходивших в октябре 1995 — январе 1997 гг.
Как и более ранний диск «Shadowman» (1997), который был признан одной из самых цельных и жёстких поздних работ Линка, он вышел на лейбле Ace Records. В 1990—2000-х годах Линк Рей совершил несколько гастрольных туров; в 1996—2003 годы в его постоянный аккомпанирующий состав входили басист Атом Эллис (англ. Atom Ellis) и ударник Дэнни Хейфиц (англ. Danny Heifetz) из группы Dieselhed. В самом последнем туре Линку аккомпанировали члены сиэтлской группы Jet City Fix, а также участник рокабилли-группы The Vibro Champs ударник Гэри Уэйс (англ. Gary Weiss) и басист Крис Дей (англ. Kris Day). Также в турах Линка Рея сопровождали его четвёртая и последняя жена Оливия Джули Рей (на сцене она иногда подыгрывала ему на тамбурине) и менеджер Джон Тинан.

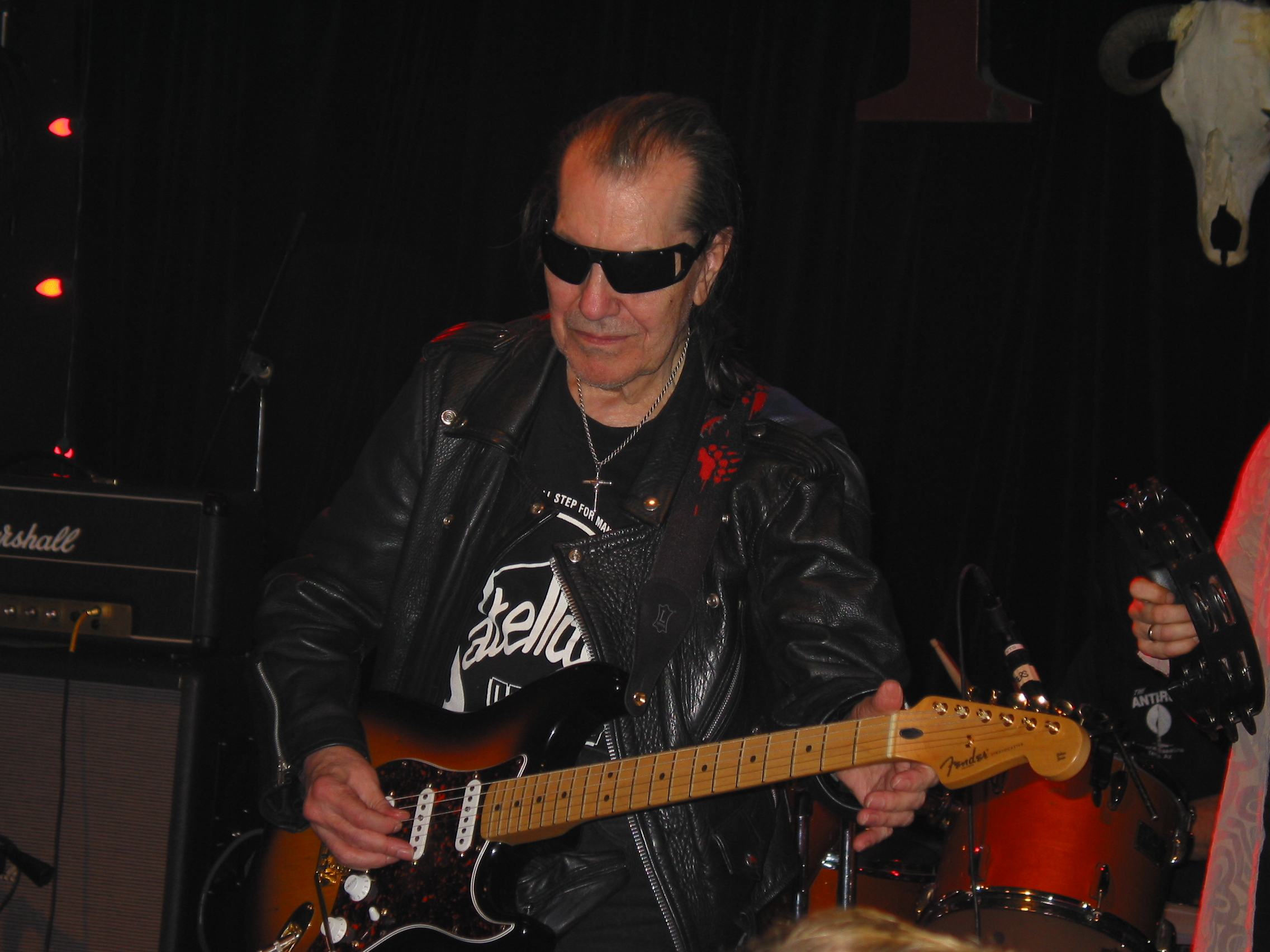
Link Wray (2005)

Линк Рей умер 5 ноября 2005 года в своём доме в Копенгагене. Точная причина его смерти не была названа; его жена и сын сообщили на официальном сайте, что ему стало плохо с сердцем (англ. his heart was getting tired). Он был похоронен на кладбище при христианской церкви в восточном пригороде Копенгагена — Кристианшавне 18 ноября 2005 года.

## Награды и звания
- Линк Рей занял 67-е место в списке «Ста величайших гитаристов» журнала Rolling Stone[24]. Также он присутствует в одноимённом списке журнала «Guitar World», вышедшем в 2002 г.
- «Rumble» заняла первое место в списке инструментальных рок-композиций всех времён, согласно «Book of Rock Lists»[8].
- Линк Рей был включён в Зал славы рок-н-ролла 3 ноября 2023 года, в Зал славы рокабилли (англ. Rockabilly Hall of Fame)[4]. Также 8 июня 2006 г. Линк Рей был включён в «Музыкальный зал славы коренных американцев» (англ. Native American Music Hall of Fame).
- 25 марта 2006 г. получил «Life Time Achievement Award» в номинации «The First Americans In The Arts».
- Роберт Эрлич, губернатор Мэриленда, провозгласил 15 января Днём Линка Рея.

## В популярной культуре
- Песни Линка Рея использованы во множестве фильмов. «Rumble» звучала в «Криминальном чтиве» Квентина Тарантино, однако песня не была включена в первоначально изданный саундтрек, войдя только в коллекционное издание 2002 года[25]. Музыка Линка Рея звучит в фильмах Роберта Родригеса «Гонщики» и «Отчаянный». Также она использована в фильмах «12 обезьян», «День независимости», «Жизнь этого парня», «Джонни-замша», «На последнем дыхании», «Кокаин», «Розовые фламинго», «Признания опасного человека», «Ford против Ferrari».
- На композиции Линка Рея записано немало кавер-версий. В 1961 г. знаменитая сёрф-группа The Ventures записала собственную версию «Rawhide»; другая известная сёрф-группа, The Surfaris, записала «Jack The Ripper» на своём дебютном альбоме в 1963 г. В 1963 г. композитор Джек Ницше выпустил версию «Rumble». Гаражная группа The Sonics и группа британского вторжения The Dave Clark Five записали кавер-версии «Rumble». Концертная версия «Rumble» в исполнении The Kingsmen была выпущена в 1995 г. Боб Дилан и Брюс Спрингстин исполняли «Rumble» на концертах.
- Английская инструментальная группа The Shadows, на которую Линк Рей оказал несомненное влияние, записала собственную композицию «The Rumble», в которой, однако, очевидны отголоски «Rumble» Линка Рея.
- Рифф песни Nirvana «Breed» идентичен основному риффу композиции Рея «Run Chicken Run». Когда Линк услышал её, он сказал: «Это музыка Линка Рея с текстом»[26].
- Гитарные риффы «Jack The Ripper» оказали значительное влияние на развитие принципов хэви-металлического риффа[9]. В частности, их влияние заметно в риффе из инструментальной композиции «Moby Dick» Led Zeppelin[16].

## Факты
- При записи «Rumble» Линк Рей использовал гитару Gibson Les Paul 1953 года. В дальнейшем он перешёл на Danelectro Longhorn. В поздние годы Линк использовал также Fender Jaguar.
- Среди ранних ауттейков Link Wray and his Ray Men, вышедших на диске «White Lighting», — кавер-версия «Rebel Rouser» гитариста Дуэна Эдди, оказавшего значительное влияние на стиль Рея. В свою очередь, в 1965 году Дуэн Эдди выпустил собственную версию «Rumble».
- Начало развития гаражного рока в 1960—1963 годах дало толчок к появлению множества групп, игравших грязный и агрессивный рок, однако только Линку Рею удавалось выпускать подобные записи на крупном лейбле огромным тиражом. Когда у Берни Бинника спросили, как он позволил выпускать такие дикие записи, он ответил: «А что бы вы могли поделать с таким животным, как это?»
- В 1972 году Линк Рей продюсировал альбом группы «Eggs Over Easy».
- В небольшой коллекции альбомов, которые Джон Леннон брал с собой в поездки, был альбом «Link Wray».
- Линк Рей всегда гордился своей принадлежностью к индейцам шауни и подчёркивал её в своих выступлениях и интервью. Также он записал три композиции, названия которых являются названиями индейских племён: «Shawnee» («Шауни»), «Comanche» и «Apache». Последняя композиция — минорный инструментал авторства Джерри Лордена, ставший популярным в 1960 году в исполнении The Shadows. Кавер-версия Линка считается одной из лучших за всю долгую историю песни.
- Линк Рей был четырежды женат, от этих браков осталось девять детей: Фред Линкольн Рей III (англ. Fred Lincoln Wray III), Линк Элвис Рей (англ. Link Elvis Wray), Шейн Рей (англ. Shayne Wray), Элизабет Рей Уэбб (англ. Elizabeth Wray Webb), Мона Кей Рей Тидвелл (англ. Mona Kay Wray Tiodwell), Беллинда Рей Мьют (англ. Bellinda Wray Muth), Ронда Рей Шейн (англ. Rhonda Wray Sayen), Шарлотта Рей Гласс (англ. Charlotte Wray Glass) и Оливер Кристиан Рэй (англ. Oliver Christian Wray, единственный ребёнок от брака с Оливией, родился 10 мая 1983 г.[27]).
- Даг Рей умер в 1984 г., Вернон — в 1979 г., Шорти Нортон — в 1970-х, Дикси Нил — в 1999 г.
- Последний концерт Линка Рея состоялся 16 июля 2005 г. Последняя песня, исполненная на нём, — «Rumble»[28].
- Пит Таунсенд сказал о Линке Рее: «Он — король» (англ. „He's the king“).
- Калифорнийский диджей Майк Дестини сказал фразу, ставшую знаменитой: «То, что Бетховен делал в четырёх нотах, Рей сделал в трёх»[12].

## Дискография

### LP
- Link Wray & The Wraymen (Epic, 1960)
- Great Guitar Hits By Link Wray (Vermillion, 1962)
- Jack The Ripper (Swan, 1963) (переиздано в 70-х Hangman Records с 2 бонус-треками)
- Link Wray Sings And Plays Guitar (Vermillion, 1964)
- Yesterday And Today (Record Factory, 1969) (только на стороне B ранее неизданный материал)
- Link Wray (Polydor, 1971)
- Be What You Want To (Polydor, 1972) (переиздано Evangeline Records в 2004 г.)
- Beans And Fatback (Virgin, 1973)
- The Link Wray Rumble (Polydor, 1974)
- Stuck In Gear (Virgin, 1976)
- Bullshot (Visa, 1979)
- Indian Child (Sony, 1993)
- Shadowman (Ace, 1997)
- Barbed Wire (Ace, 2000)

#### Концертные альбомы
- Live In The Paradiso (Magnum Force, 1980) (концерт 1979 г. в Paradiso Club, Амстердам)
- Live In '85 (Big Beat, 1986) (переиздано Ace Records)
- Born To Be Wild: Live In The U.S.A. 1987 (Line, 1995)
- Walking Down The Streets Called Love (Cult, 1997) (переиздано Cherry Smalls Records)

### Синглы
| Год выпуска | Дата выпуска | Сторона A                  | Сторона B                | Лейбл       | Номер  |
| ----------- | ------------ | -------------------------- | ------------------------ | ----------- | ------ |
| 1958        | 31 марта     | Rumble                     | The Swag                 | Cadence     | 1347   |
| 1959        | 12 января    | Dixie-Doodle               | Rawhide                  | Epic        | 5-9300 |
| 1959        | 15 июня      | Comanche                   | Lillian                  | Epic        | 5-9321 |
| 1959        | октябрь      | Slinky                     | Rendezvous               | Epic        | 5-9343 |
| 1960        | 7 марта      | Trail Of The Lonesome Pine | Golden Strings           | Epic        | 5-9361 |
| 1960        | 24 октября   | Ain’t That Lovin' You Babe | Mary Ann                 | Epic        | 5-9419 |
| 1961        | 31 июля      | Jack The Ripper            | The Stranger             | Rumble      | 1000   |
| 1961        | 21 августа   | Tijuana                    | El Toro                  | Epic        | 5-9454 |
| 1962        | март         | Big City Stomp             | Poppin' Popeye           | Trans Atlas | M687   |
| 1963        | 16 марта     | Rumble Mambo               | Hambone                  | Okeh        | 4-7166 |
| 1963        | 6 апреля     | The Black Widow            | Jack The Ripper          | Swan        | S-4137 |
| 1963        | 21 сентября  | Turnpike U.S.A.            | Week End                 | Swan        | S-4154 |
| 1963        | декабрь      | Run Chicken Run            | The Sweeper              | Swan        | S-4163 |
| 1964        | март         | The Shadow Knows           | My Alberta               | Swan        | S-4171 |
| 1964        | июль         | Deuces Wild                | Summer Dream             | Swan        | S-4187 |
| 1965        | 13 февраля   | Good Rockin' Tonight       | I’ll Do Anything For You | Swan        | S-4201 |

### Компиляции
Деление на компиляции и номерные альбомы соответствует упоминаниям на официальном сайте Линка Рея. Однако, некоторые официальные компиляции (в частности, 1980-х гг.), не являвшиеся антологиями ранних работ Линка, могли включать новый материал.
- Early Recordings (Rollercoaster, 1963) (переиздано Ace в 2003 г.)
- Great Guitar Hits (Vermillion, 1963)
- Rock And Roll Rumble (Charly, 1972)
- Good Rockin' Tonight (Ace, 1982)
- Growling Guitar (Ace, 1987) (коллекция записей времён лейбла Swan)
- The Original Rumble + 22 Other Stormin' Guitar Instrumentals (Ace, 1989)
- The Swan Demo’s 64 (Hangman, 1989)
- Walkin' With Link (Epic, 1992)
- Rumble! The Best Of Link Wray (Rhino, 1993)
- Mr. Guitar (Norton, 1995)
- The Best Of Link Wray (Japan) (Go Cat Go, 1995)
- Slinky! The Epic Sessions 1958—1969 (Sundazed, 1995)
- The Swan Singles Collection (Ace, 1997)
- White Lighting: Lost Cadence Sessions '58 (Sundazed, 2006)

### Бутлеги (избранное)
- Guitar Mentor. Wally Headen Studios 6.28.75
- There’s Good Rocking Tonight (Union Pacific, 1973) (содержание совпадает с Rock And Roll Rumble)